# Bābā Kalak
Bābā Kalak (persiska: بابا کلک) är en ort i Iran.   Den ligger i provinsen Östazarbaijan, i den nordvästra delen av landet, 500 km väster om huvudstaden Teheran. Bābā Kalak ligger 1 739 meter över havet och antalet invånare är 440.
Terrängen runt Bābā Kalak är kuperad åt sydväst, men åt nordost är den platt. Terrängen runt Bābā Kalak sluttar söderut. Runt Bābā Kalak är det ganska tätbefolkat, med 111 invånare per kvadratkilometer. Närmaste större samhälle är Mūsá Daraq, 16,7 km nordväst om Bābā Kalak. Trakten runt Bābā Kalak består i huvudsak av gräsmarker.